# Gymnocyclidium nabranicum
Gymnocyclidium, Gymnocyclidiidae
Famille
Genre
Espèce
Gymnocyclidium nabranicum, unique représentant du genre Gymnocyclidium et de la famille des Gymnocyclidiidae, est une espèce de Ciliés de l’ordre des Scuticociliatida (classe des Oligohymenophorea).

## Étymologie
Le nom Gymnocyclidium dérive du grec γυμνός / gymnós, « nu », du latin cyclus, « cercle », et du suffixe latin -ium, « relatif à ». L'épithète spécifique nabranicum (de nabran et du suffixe latin icum, « concernant, relatif à ») fait référence au village de Nabran (en) (Azerbaïdjan), près duquel a été découvert ce cilié.

## Description
Gymnocyclidium nabranicum est un cilié qui vit librement en eau douce. Il est de taille moyenne (in vivo 55-70 μm × 35-40 μm) avec une ciliature buccale typique de Scuticociliatida, comprenant une membrane ondulante et trois membranelles orales (M1, M2, M3). Son contour est ovale avec ses pôles antérieur et postérieur tronqués.
Sa ciliation somatique est réduite à trois couronnes ciliaires courtes de largeurs différentes : une antérieure, la plus longue, constituée de dicinétides plus courtes, une postérieure, constituée de cinétosomes simples et une caudale, constituée d'un seul cinétosome.
Il y a deux cils caudaux et deux scutica postoraux.
Son cytostome se situe sur la partie antérieur de la cellule. Son macronoyau est ovale. Un micronoyau est présent.

## Habitat et répartition
Gymnocyclidium nabranicum est un endocommensal d'eau douce du Nord-Est de l'Azerbaïdjan.
Il a été découvert sur le fond sablonneux d'une eau de source peu profonde, près du village de Nabran (en) (Azerbaïdjan).

## Systématique
Le nom valide de ce taxon est Gymnocyclidium nabranicum Alekperov, 2009.
Ilham Khayam Alekperov (d), créateur de ces taxons (genre, espèce et famille), inclus dans la famille des Gymnocyclidiidae les genres Parurotricha Dragesco & Dragesco-Kernéis (d), 1991 et Paracyclidium Grolière (d), de Puytorac (d) & Grain (d), 1980, deux genres considérés par d'autres auteurs comme des Cyclidiidae.

### Publication originale
- (en) Ilham Kh. Alekperov, « A new freshwater ciliate from northeastern Azerbaijan: Gymnocyclidium nabranicum n. gen., n. sp and Gymnociclidiidae n. fam. (Scuticociliatida, Ciliophora) », Turkish Journal of Zoology, vol. 33,‎ janvier 2009, p. 447-450 (ISSN 1300-0179, e-ISSN 1303-6114, DOI 10.3906/zoo-0807-2, lire en ligne).